# Северино (фильм)
«Северино» — фильм-вестерн студии DEFA (ГДР), снятый режиссером Клаусом Добберке в 1978 году. Фильм был снят художественной рабочей группой «Красный круг» («Roter Kreis») и является единственным индейским фильмом DEFA, действие которого происходит в Южной Америке . Сценарий основан на романе Эдуарда Кляйна «Severino von den Inseln». Съемки проходили в горах Фэгэраш в Румынии. В западногерманский прокате фильм вышел под названием «Северино — сын великого вождя возвращается», но федеральных немецких видео / DVD-изданиях выходит под заголовком «Северино — тайна перевала Кондор» .

## Сюжет
Исторический вестерн об извечной борьбе коренного населения Америки. Индеец Северино — мужественный и храбрый воин, вернувшийся домой после 10-летнего отсутствия. Всё это время он работал на европейцев, изучая их обычаи, нравы и культуру. Заветная мечта Северино — чтобы его народ жил в мире и согласии с заокеанскими колонистами. Честолюбивый индеец готов потратить всю свою жизнь на примирение двух несопоставимых миров. Однако обстановка в родной деревне накалена до предела — кто-то заведомо толкает краснокожих на войну с чужеземными поселенцами.

### Действие
Южноамериканский индеец племени мансанеро, Северино, возвращается в родную деревню после 10-летнего отсутствия, чтобы навестить отца и своих соплеменников. Северино много и упорно работал у бледнолицых; разгружал суда, охотился на тюленей, пас скот и накопил немного денег. И теперь собирается, навсегда забрав с собой младшего брата Бласа, начать новую жизнь, купив земельный участок (персиковые плантации) на Севере. Но его отца Раймундо, уже нет в живых как полгода. Он стал случайным свидетелем таинственного события и был убит.
В его родном племени ситуация накалилась до предела. Кто-то пытается поднять индейцев и поселенцев друг против друга. Совершаются набеги на индейцев вроде белых поселенцев, угоняется скот у поселенцев. Белые поселенцы обвиняют индейцев в краже скота, мансанеро оскорбленные несправедливыми подозрениями и возмущенные нападениями бледнолицых готовы встать на тропу войны под предводительством старейшины Николаса.
Белый сержант разъясняет Северино, что потери скота для поселенцев в долгосрочной перспективе будут означать потерю их земли. Затем скотоводческая компания может дёшево скупить землю. Северино начинает собственное расследование, чтобы разгадать загадку мистического перевала Кондора. Он отправляется к перевалу Кондора, чтобы выяснить, что искал там его отец Раймундо перед смертью…
Во время путешествия по Андам Северино наконец обнаруживает останки пропавшего скота и понимает, что его отец напал на след шайки белых бандитов, которые угоняли скот и у индейцев, и у поселенцев. За этими преступными махинациями стоит овцеводческая компания. Эта компания стремится изгнать индейцев и поселенцев с плодородных земель, чтобы они могли купить их дёшево.
Северино возвращается в индейскую деревню, но не успевает рассказать об этом своему племени. Отныне большая часть племени живет в горах. Старейшина Николас увел мансанеро в горы, но прежде перед этим старейшина и его воины напали на стадо поселенцев. Поскольку Николас не признавая законов бледнолицых, не продлевал контракт на землю индейцев, то теперь ей грозит продажа скотоводческой компании. На собственные сбережения Северино выкупает землю, которая когда-то по праву принадлежала индейцам, тем самым отказываясь от мечты о жизни на Севере. Северино пытается стать посредником между враждующими, он хочет добиться, чтобы индейцы мирно жили по-соседски рядом с белыми.
Северино решает остаться в родной деревне. Одна из причин, по которой он остался, — это Мария, внучка старого вождя Николаса, который полон ненависти к белым поселенцам. Мария в числе соплеменников, оставшихся в старой индейской деревне, которые не последовали за большей частью своего племени в горы. Непримиримый вождь Николас, однако, отказывается отказаться от своих военных планов. В его глазах Северино — предатель, заслуживающий смерти. Разгневанный старейшина тайком приходит в индейскую деревню, чтобы застрелить Северино, но в последний момент Мария бросается под выстрел и получает ранение в руку..
При этом Северино не только завоевывает ряд сторонников из своего собственного племени, но и способен разоблачить бандитов, которые пытались разжечь раздор между белыми и индейцами. Позже Северино сам отправится в горы и убеждает всех членов племени, кроме старейшины племени, — старого вождя Николаса, вернуться на равнину. Верный своей ненависти, Николас призывает к войне против поселенцев, но его не слушают и он остается в одиночестве. Споры с поселенцами улажены. Николас, потрёпанный жизнью в горах, из последних сил снова возвращается в деревню, чтобы убить Северино. Но прежде его застрелит Мария, защищая своего любимого.
Северино победил, он остался на священной земле предков. Но он знает, что еще не раз придется защищать свой родной край.

## В ролях
- Гойко Митич — Северино
- Виолетта Андрей — Маруя
- Мирча Ангелеску — Николас
- Леон Немчик — сержант
- Константин Фугасин — Блаз
- Эманоил Петруц — Доминго
- Юрие Дарие — руководитель компании
- Гельмут Шрайбер — Хуан Кортинес
- Томас Волф — Луис Кортинес
- Ромул Барбулеску — Педро
- Йон Дикисяну – всадник

## Советский кинотеатральный закадровый перевод
Фильм был озвучен на русский язык на киностудии имени Довженко в 1979 году.
- Режиссёр озвучания и автор русского текста — Надежда Ходорковская
- Звукооператор — Виталий Швачко
- Редактор — Тамара Иваненко

Текст читал Виталий Дорошенко.

## Критика
Умеренно захватывающий приключенческий фильм; один из последних индейских фильмов DEFA.
Оригинальный текст (нем.)Mäßig spannender Abenteuerfilm; einer der letzten Indianerfilme der DEFA.
— Lexikon des internationalen Films

Фильм DEFA не совсем точен, но впечатляет пейзажами. Кино примирения без настоящего перца.Оригинальный текст (нем.)Der DEFA-Film kommt nicht recht in die Hufe, beeindruckt aber mit seinen Landschaftsaufnahmen. Versöhnungskino ohne echten — TV Spielfilm